# Gomphrena involucrata
Gomphrena involucrata là loài thực vật có hoa thuộc họ Dền. Loài này được Ewart mô tả khoa học đầu tiên năm 1913.